# Alignan-du-Vent
Alignan-du-Vent település Franciaországban, Hérault megyében. Lakosainak száma 1761 fő (2022. január 1.). Alignan-du-Vent Abeilhan, Caux, Margon, Pézenas, Roujan, Servian és Tourbes községekkel határos.

## Népesség
A település népességének változása:
| Lakosok száma | 1039 | 1022 | 1110 | 1317 | 1652 | 1703 | 1737 | 1753 | 1764 | 1761 |
|               | 1968 | 1982 | 1990 | 2006 | 2013 | 2015 | 2017 | 2019 | 2020 | 2022 |